# Arasairi
Arasairi (Arasaeri, Arazaeri, Arazairi), gotovo nestalo pleme američkih Indijanaca jezične porodice harakmbet u tropskim kišnim šumama rijeka Madre de Dios i Inambari u Peruu. Do suvremenog doba preživjelo je tek nekoliko obitelji. Prema Klaus Rummenhölleru većina ih je stradala kroz kontakte s civilizacijom između 1900. i 1940., odnosno od strane sakuljača gume (kaučuka) i kroz intenzivne misionarske aktivnosti. 
Arasairi su izvorno živjeli na rijeci Marcapata, poznata i kao Arasara, pritoci Inambarija. Kulturnih kontakata imali su s Huachipaerima. O sociokulturnoj organizaciji malo je poznato.
Danas žive u Villa Santiagu, na putu između Maldonada i Cuzca, a podgrupa Pukirieri s rijeke Pukiri naselila se blizu puta za Cuzco u Kotsimbi. 